# Ken Patera
Pour l’article homonyme, voir Patera.
Kenneth Wayne Patera né le 6 novembre 1942 à Portland est un haltérophile, un catcheur (lutteur professionnel) et un homme fort américain d'origine tchèque.
En tant qu'haltérophile, il est médaillé d'or durant les Jeux panaméricain de 1971 et vice champion du monde cette même année dans la catégorie des super-lourd. Il participe aux Jeux olympiques d'été de 1972 à Munich où il ne parvient pas à obtenir une médaille. Un an plus tard, il devient catcheur à l'American Wrestling Association (AWA). Durant ses premières années de sa carrière de catcheur, il participe au premier The World's Strongest Man, un concours d'homme fort, où il termine troisième. Il reprend sa carrière de catcheur par la suite. 

## Jeunesse et carrière d'haltérophile
Patera a deux frères, Jack (en) et Dennis. Il fait partie de l'équipe de football américain, de lutte et d'athlétisme quand il est au lycée au Cleveland High School de Portland. Il obtient une bourse sportive pour étudier à l'Université Brigham Young où il fait partie de l'équipe d'athlétisme. Il s'illustre dans le lancer de poids. Il termine 5e des sélections américaine pour les Jeux olympiques d'été de 1968 et ne représente pas son pays.  
Il entre dans l'équipe d’haltérophilie et devient champion panaméricain d'haltérophilie aux Jeux panaméricain de 1971 dans la catégorie des super-lourd. Patera est le premier américain à soulever 500 lb (227 kg) à l'épaulé-jeté. En 1971, il participe au championnat du monde où il gagne une médaille d'argent derrière le soviétique Vasily Alekseyev. En 1972, il obtient sa place pour les Jeux olympiques en remportant le championnat des États-Unis et arrive à Munich comme prétendant au titre avec Alekseyev. Lors des Jeux, Patera ne réussit pas à faire un arraché et se classe avant dernier de la compétition,. Il rentre aux États-Unis blessé à un genou et un médecin l'opère gratuitement pour honorer sa participation aux Jeux olympiques.  

## Carrière de catcheur

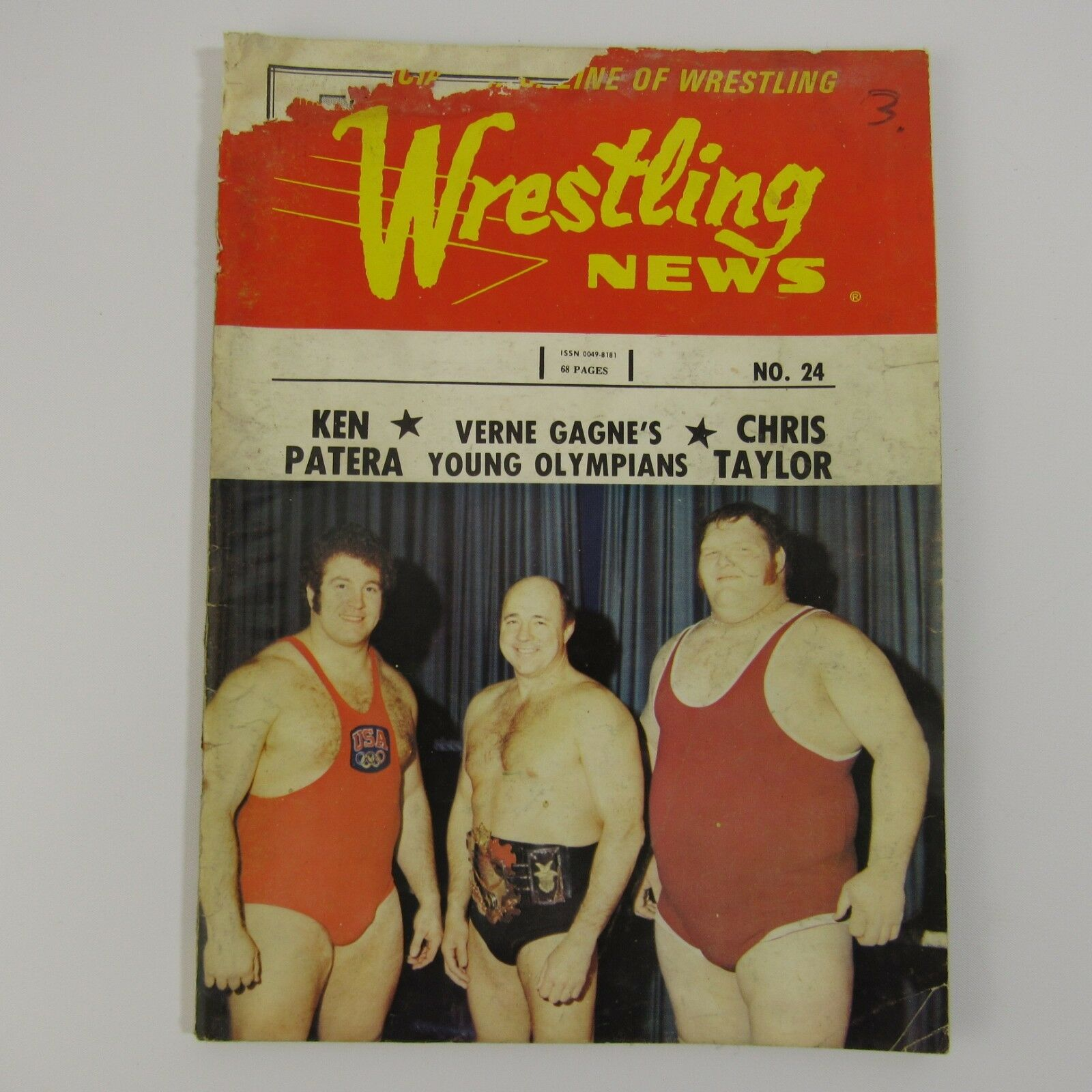
Ken Patera, Verne Gagne et Chris Taylor en couverture de Wrestling News (1974).

### American Wrestling Association
Grâce à son frère Jack (en) qui entraîne alors les Vikings du Minnesota Ken Patera rencontre Verne Gagne. Gagne l'entraîne alors avec l'Iron Sheik, Jim Brunzell et Ric Flair. Il fait ses débuts le 10 décembre 1972 à l'American Wrestling Association, la fédération de Gagne, où il bat René Goulet. Durant cette période, il travaille aussi au Texas et en Oregon avant de quitter l'AWA en 1974.

### Mid-Atlantic Championship Wrestling
Ken Patera arrive à la Mid-Atlantic Championship Wrestling (en) en 1975. Dans cette fédération, il devient le rival de Johnny Valentine (en), le catcheur star de cette fédération. Valentine a pour habitude de tirer au sort le nom de son adversaire et tombe sur des jobbers. Patera décide de truquer ce tirage au sort en mettant son nom sur tous les papiers.

## Participation àThe World's Strongest Man
En 1977, Ken Patera participe à la première édition de The World's Strongest Man à l'Universal Studios Hollywood diffusé sur CBS pendant 10 semaines. Patera remporte une épreuve (la cinquième: le lancer du pneu) mais aucune des 9 autres de ce concours. Sa régularité lui permet de terminer 3e derrière l'haltérophile Bruce Wilhelm et l'offensive guard des Cardinals de Saint-Louis Bob Young.

## Palmarès

### En athlétisme
- Championnat des États-Unis
  - 6e du concours de lancer de poids en 1967 avec 18,01 m[5]
  - 5e du concours de lancer de poids en 1968 avec 19,24 m[5]
- Sélections américaine
  - 6e du concours de lancer de poids en 1968 avec 19,57 m[5]

### En catch
- American Wrestling Association (AWA)
  - 2 fois champion du monde par équipes de l'AWA avec Jerry Blackwell (en) puis avec Brad Rheingans (en)[14]
- Big Time Wrestling
  - 1 fois champion par équipes des Amériques de la National Wrestling Alliance avec Tex McKenzie[15]
- Central States Wrestling
  - 2 fois champion poids lourd du Missouri de la National Wrestling Alliance[16]
- Championship Wrestling Association
  - 2 fois champion international poids lourd de l'American Wrestling Association (AWA)[17]
- Georgia Championship Wrestling (en)
  - 1 fois champion poids lourd de Géorgie de la National Wrestling Alliance[18]
- Mid-Atlantic Championship Wrestling (en)
  - 2 fois champion poids lourd de la National Wrestling Alliance Mid-Atlantic[19]
  - 1 fois champion par équipes de la National Wrestling Alliance Mid-Atlantic avec John Studd[20]
- Pro Wrestling America (PWA)
  - 1 fois champion par équipes de la PWA avec Baron von Raschke[21]
- Southwest Championship Wrestling (SWCW)
  - 1 fois champion de coups de poing américain du Texas de la SWCW[22]
- World Wrestling Federation (WWF)
  - 1 fois champion intercontinental de la WWF[23]

### En haltérophilie
- Championnat du monde
  -  dans la catégorie des plus de 110 kg en 1971[8]
- Jeux olympiques d'été
  - 12e dans la catégorie des plus de 110 kg lors des Jeux olympiques d'été de 1972[9]
- Jeux panaméricains
  -  dans la catégorie des plus de 110 kg lors des Jeux panaméricains de 1971[6]